# Virgularia juncea
Virgularia juncea is een zeeverensoort uit de familie van de Virgulariidae. De wetenschappelijke naam van de soort werd in 1766 voor het eerst geldig gepubliceerd door Peter Simon Pallas.